# Marcel Arland

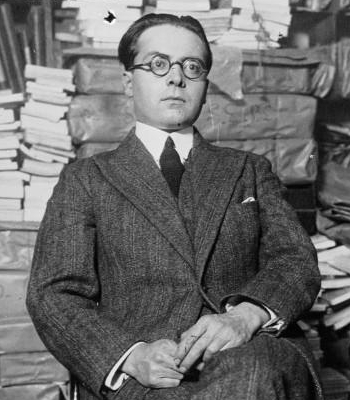
Marcel Arland (1929)

Marcel Arland (* 5. Juli 1899 in Varennes-sur-Amance (Département Haute-Marne); † 12. Januar 1986 in Saint-Sauveur-sur-École (Département Seine-et-Marne)) war ein französischer Schriftsteller und Literaturkritiker, der vor allem als Mitherausgeber der angesehenen Nouvelle Revue Française beträchtlichen Einfluss auf die französische Gegenwartsliteratur nahm. Selbst von Vorbildern wie Pascal, Dostojewski und André Gide geprägt, reiht er sich mit seinen Romanen und Novellen in die Garde französischer Moralisten ein. Komplizierte seelische Situationen legt er scharfsinnig, allerdings stets verhalten dar. Für seinen Roman L'ordre (dt. Heilige Ordnung) erhält er 1929 den Prix Goncourt, für sein Gesamtwerk 1952 den Grand Prix de Littérature.

## Leben
Arland stammte aus kleinbürgerlichen ländlichen Verhältnissen. Nach dem frühen Tod seines Vaters und einer freudlosen Jugend studierte er in Paris Literaturwissenschaften und Philologie. Als mittelloser Student übernahm er 1919 die Redaktion des Bulletin de l'Association générale des étudiants. Später versuchte er sich gemeinsam mit René Crevel and Roger Vitrac wenig erfolgreich als Herausgeber einer dadaistischen Literaturzeitschrift namens Aventure. Von 1924 bis 1929 lehrte er am Collège du Montcel in Jouy-en Josas, arbeitete daneben aber bereits als Schriftsteller. Später unterstützte er wie sein Freund Jean Paulhan den literarischen Zweig der Résistance. 1953 war er an der Wiedergründung der Nouvelle Revue Française – die während des Zweiten Weltkrieges mit den faschistischen Kräften kollaborierte – im alten Geiste beteiligt; 1968 bis 1977 leitet er sie als Chefredakteur. Seit 1968 gehörte er der Académie française an.

## Werke

### Französisch
- Terres étrangères (Gallimard, 1923)
- La route obscure (Gallimard-NRF, 1924)
- Étienne (Gallimard, 1924)
- Monique (Gallimard, 1926)
- Les Âmes en peine (Gallimard, 1927)
- Où le Coeur se partage (Gallimard 1929)
- L'Ordre (Gallimard, 1929)
- Edith (Gallimard-NRF, 1929)
- Une époque (Roberto A. Corrêa, 1930)
- Essais critiques (Gallimard-NRF, 1931)
- Antarès (Gallimard, 1932)
- Les Vivants (Gallimard, 1934)
- La Vigie (Gallimard, 1935)
- Les Plus Beaux de nos jours (Gallimard, 1937)
- Terre natale (Gallimard, 1938)
- La Grâce (Gallimard, 1941)
- Sur une terre menacée (Stock, Delamain & Boutelleau, 1941)
- Anthologie de la poésie française – Choix et commentaires par Marcel Arland (Stock, Delamain & Boutelleau, 1942)
- Zélie dans le désert (Gallimard, 1944)
- Le promeneur (Editions du Pavois, 1944)
- Il faut de tout pour faire un monde (Gallimard, 1947)
- Sidobre (Éditions de Minuit, 1949)
- Lettres de France (Albin Michel, 1951)
- La prose française – Anthologie, histoire et critique d'un art (Stock, Delamain & Boutelleau, 1951)
- Essais et nouveaux essais critiques (Gallimard, 1952)
- La Consolation du voyageur (Stock, Delamain & Boutelleau, 1952), dts. Der Trost der Reisenden: Autobiographie
- Nouvelles lettres de France (Albin Michel, 1954)
- La grâce d'écrire (Gallimard-NRF, 1955)
- A perdre haleine (Gallimard-NRF, 1960)
- Je vous écris … (Grasset, 1960; droits repris en 1968 par Gallimard-NRF)
- L'Eau et le feu (Gallimard, 1960)
- Je vous écris … La nuit et les sources (Grasset, 1963; droits repris en 1968 par Gallimard-NRF)
- Le Grand Pardon (Gallimard, 1965)
- Carnets de Gilbert (Gallimard-NRF, 1966)
- La musique des anges (Gallimard-NRF, 1967)
- Attendez l'aube (Gallimard, 1970)
- Avons-nous vécu ? (Gallimard-NRF, 1977)
- Ce fut ainsi (Gallimard-NRF, 1979)
- Lumière du soir (Gallimard-NRF, 1983)

### Deutsche Ausgaben
- Heilige Ordnung, Berlin 1932 (Rowohlt)
- Heimaterde, Dessau 1942 (Rauch)
- Von der Liebe, Düsseldorf 1949 (Diederichs)
- Das Gesetz der Ordnung, Zürich 1955 (Büchergilde Gutenberg)